# Giuseppe Saverio Poli
Giuseppe Saverio Simone Vincenzo Domenico Corrado Poli (Molfetta, 28 ottobre 1746 – Napoli, 7 aprile 1825) è stato un fisico, naturalista, militare e medico italiano.

## Biografia
Era figlio di Vito Angelo di Giuseppe ed Eleonora Corlè. Nel 1766 si iscrisse all'Università di Padova dove iniziò gli studi scientifici completati poi all'Università di Napoli, dove si laureò in medicina. Svolse per breve tempo la professione di medico nella città natia, ma nel 1790 si trasferì a Napoli per insegnare storia e geografia all'Accademia militare Nunziatella, per la quale, una volta diventato comandante, con il grado di tenente colonnello, curò il Gabinetto di fisica, dotandolo delle più moderne apparecchiature.
Successivamente insegnò fisica al Collegio medico dell'Ospedale degli Incurabili, cattedra alla quale dovette rinunciare perché chiamato come istitutore del principe ereditario delle Due Sicilie Francesco, figlio di Ferdinando I di Borbone.  Divenne in seguito professore di fisica sperimentale presso l'Università di Napoli, del cui gabinetto di fisica fu primo direttore.
La sua opera più nota è rappresentata dai 6 volumi degli Elementi di fisica sperimentale, che ebbe numerose edizioni e ristampe e fu modificata e integrata in più occasioni dallo stesso Poli. L'opera fu utilizzata da Alessandro Volta per le sue lezioni universitarie e fu letta e studiata persino da Giacomo Leopardi. È stata anche criticata da Vincenzo Dandolo, in quanto negli anni 1790 introduceva ancora, nella parte relativa alle reazioni chimiche (volume III), il flogisto, che era già stato ampiamente riconosciuto come inesistente dalla maggior parte degli scienziati (la parte relativa alle reazioni chimiche fu preceduta da un'introduzione dello stesso Dandolo, che spiegava i parziali difetti dell'opera). Le modifiche apportate nelle edizioni degli anni successivi disconosceranno l'esistenza del flogisto anche nella sua stessa opera.

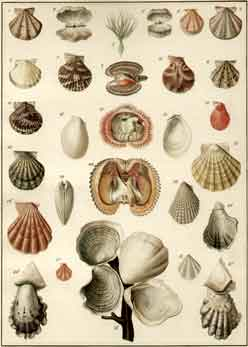
Tavola della Testacea di Poli

Grazie ai suoi molti viaggi, che lo misero in rapporto e in corrispondenza con autorevoli esponenti del mondo scientifico internazionale, pubblicò numerosi saggi su diversi argomenti: non solo relativi alla fisica, ma anche alla meteorologia, in particolare con i trattati sul tuono (1772) e sui fulmini (1773), alla geologia e alla zoologia. Testimonianza di quest'ultima disciplina resta la monumentale Testacea utriusque Siciliane eorumque istoria et antome tabulis aeneis, descrizione dei molluschi del Regno delle Due Sicilie, iniziata con l'aiuto del suo assistente Stefano Delle Chiaie, che ne concluse la pubblicazione.
A Poli si deve la scoperta delle vescicole interradiali del sistema acquifero degli echinodermi, che portano il suo nome.
Si cimentò anche nel componimento poetico, con inni e poemi, di cui resta emblematico il Viaggio celeste composto, in due volumi, nel 1805. Fu socio di numerose istituzioni scientifiche e culturali, fra le quali l'Accademia Nazionale delle Scienze.

## Opere principali
- La formazione del tuono, della folgore, e di varie altre meteore, spiegata giusta le idee del signor Franklin, Napoli, Donato Campo, 1772.
- Riflessioni intorno agli effetti di alcuni fulmini, Campo, Napoli 1773.
- Lezioni di geografia e di storia militare, vol. 1, Napoli, Fratelli Di Simone, 1774.
- Lezioni di geografia e di storia militare, vol. 2, Napoli, Fratelli Di Simone, 1776.
- Testacea Utriusque Siciliae Eorumque Historia et Anatome Tabulis Aeneis, vol. 1, Parma, Tipografia Regia, 1791.
- Testacea Utriusque Siciliae Eorumque Historia et Anatome Tabulis Aeneis, vol. 2, Parma, Tipografia Regia, 1795.
- Testacea Utriusque Siciliae Eorumque Historia et Anatome Tabulis Aeneis, vol. 3, Parma, Tipografia Regia.
- Testacea Utriusque Siciliae Eorumque Historia et Anatome Tabulis Aeneis, vol. 4, Parma, Tipografia Regia.
- Ragionamento intorno allo studio della natura, 1781.
- Elementi di fisica sperimentale, vol. 1.
- Elementi di fisica sperimentale, vol. 2.
- Elementi di fisica sperimentale, vol. 3.
- Elementi di fisica sperimentale, vol. 4.
- Elementi di fisica sperimentale, vol. 5.
- Elementi di fisica sperimentale, vol. 6.
- Viaggio celeste - Poema astronomico del tenente colonnello Giuseppe Saverio Poli, vol. 1, Napoli, Stamperia Reale, 1805.
- Viaggio celeste - Poema astronomico del tenente colonnello Giuseppe Saverio Poli, vol. 2, Napoli, Stamperia Reale, 1805.
- Memoria sul tremuoto de' 26 luglio del corrente anno 1805, Napoli, Orsino, 1806.
- Breve saggio sulla calamita e sulla sua virtù medicinale, Stamperia Reale, Palermo 1811.
- (LA) Epistola Pastoralis, Francesco Bourliè, 1824. (In realtà è opera del cugino omonimo (1768-1841), vescovo di Anglona e Tursi dal 1824 al 1836. Cfr. araldicaecclesiastica.blogspot.com).

## Opere su Giuseppe Saverio Poli
- Alfonso Filipponi, In morte del chiarissimo Giuseppe Saverio Poli, 1825.
- Elogio del commendatore Giuseppe-Saverio Poli, Napoli, Gabinetto Bibliografico e Tipografico, 1825.
- Serafino Gatti, Elogio del cavaliere Giuseppe-Saverio Poli, Napoli, Tipografia di Agnello Nobile, 1825.
- Giuseppe Catenacci, Il tenente colonnello Giuseppe Saverio Poli, comandante della Real Accademia Nunziatella (PDF), Associazione Nazionale Ex-Allievi Nunziatella, 1998.